# Pachyiulus communis
Pachyiulus communis är en mångfotingart som beskrevs av Savi. Pachyiulus communis ingår i släktet Pachyiulus och familjen kejsardubbelfotingar. Inga underarter finns listade i Catalogue of Life.